# Der Millionen-Coup der Zwölf
Der Millionen-Coup der Zwölf (Originaltitel: Mise à sac) ist ein französisch-italienischer Kriminalfilm aus dem Jahr 1967 von Alain Cavalier, der zusammen mit Claude Sautet auch das Drehbuch verfasste. Es basiert auf dem 1964 erschienenen Roman Stadt im Würgegriff (verfasst unter dem Namen Richard Stark) des US-Schriftstellers Donald E. Westlake. Die Hauptrollen sind mit Michel Constantin, Daniel Iverne und Paul Le Person besetzt. Weltpremiere hatte der Film am 15. November 1967 in Frankreich. In der Bundesrepublik Deutschland kam er erstmals am 24. Mai 1968 in die Kinos.

## Handlung
In einer Wohnung in Lyon weiht der Neuling Edgar vier wortkarge Berufsverbrecher in ein geradezu phantastisches Projekt ein. Jahrelang hat sich Edgar darauf vorbereitet, eine kleine Provinzstadt auf einen Schlag auszurauben. Dazu werden sieben weitere „Spezialisten“ angeworben. Eines Nachts nimmt die Bande in einem Handstreich die Polizeiwache, die Feuerwehr und die Telefonzentrale von Servage in Besitz. Die Gauner überrumpeln die Wachmannschaft der einzigen Fabrik des Ortes und sprengen sowohl die Tresore des Werks als auch die der Post und diejenigen zweier Banken. Alle Aktionen verlaufen zunächst nach Plan. Unerwartete Schwierigkeiten und kleinere Zwischenfälle werden mit kaltblütiger Unerschrockenheit gemeistert. Als alles gewonnen scheint, dringt Edgar im Alleingang in die Villa des Fabrikbesitzers ein, der vor Jahren mit seiner Frau durchgebrannt ist und an dem er sich nun rächen will, und steckt sie in Brand.
Zwar gelingt der Bande die Flucht; aber am Morgen haben Polizeihubschrauber die Spur der Fliehenden ausfindig gemacht. Zwei Mann und die Millionen-Beute werden sichergestellt.

## Kritiken
Der Evangelische Film-Beobachter urteilt positiv: „Spannender und routiniert gemachter Krimi, bei dem Freunde dieser Gattung auf ihre Kosten kommen.“ Das Lexikon des internationalen Films stellt nüchtern fest, es handle sich um einen handwerklich recht geschickt gemachten Actionfilm. Die staatliche Filmbewertungsstelle Wiesbaden erteilte dem Werk das Prädikat „Wertvoll“.